# S0-102
Désignations
S0-102 ou S-55 est une étoile qui se trouve située très près du centre de la Voie lactée, en orbite près de la source radio Sagittarius A*, avec une période orbitale de 11,5 ans ou de 12,8 ans suivant les sources.

## Caractéristiques
En 2012, elle était l'étoile observée avec la période orbitale la plus courte connue autour du trou noir au centre de la Voie lactée, battant le record détenu par S0-2 de 16 ans. L'étoile a été identifiée et étudiée par l'équipe de Los Angeles dirigé par Andrea M. Ghez de l'Université de Californie. À son périapside, sa vitesse orbitale est supérieure à 1 % de la vitesse de la lumière.
Sa position dans le ciel a été suivie de 2000 à 2012 en utilisant le télescope W. M. Keck et de 2002 à 2016 avec le VLT. Une orbite complète a été observée. Du point de vue d'un observateur terrestre, elle se déplace dans le sens horaire. Ayant observé deux étoiles orbitant durant des périodes complètes autour du centre de la galaxie, le potentiel gravitationnel de Sgr A* pourra être établi. Il est possible que de la matière noire se trouve en grande quantité autour des orbites de ces étoiles, auquel cas, les effets de la relativité générale, en raison du décalage gravitationnel vers le rouge ou décalage d'Einstein, devraient devenir observable.
Depuis 2019, S62 est devenue l'étoile connue faisant le tour de Sgr A* le plus rapidement.